# 1621 en arts plastiques
| Années des arts plastiques : 1618 - 1619 - 1620 - 1621 - 1622 - 1623 - 1624    |
| Décennies des arts plastiques : 1590 - 1600 - 1610 - 1620 - 1630 - 1640 - 1650 |

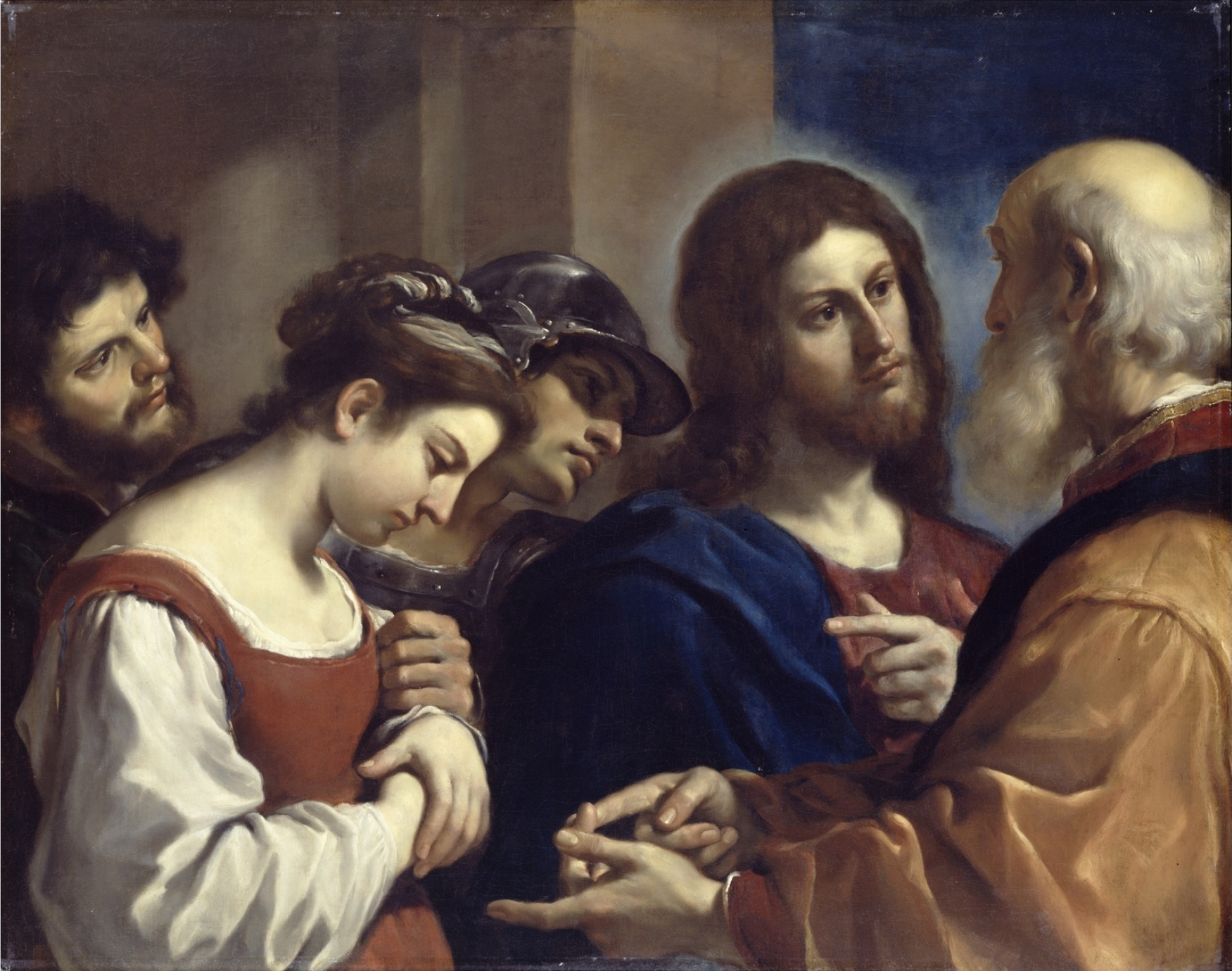
La femme adultère, Le Guerchin..

Cette page concerne l'année 1621 en arts plastiques.

## Naissances
- 9 mars : Egbert van der Poel, peintre néerlandais († 19 juillet 1664),
- 2 juin : Isaac van Ostade, peintre néerlandais († 16 octobre 1649),
- 18 juin : Allaert van Everdingen, peintre et graveur néerlandais († 8 novembre 1675),
- 1er juillet : Cornelis de Man, peintre néerlandais († 1er septembre 1706),
- 19 août : Gerbrand van den Eeckhout, peintre néerlandais († 29 septembre 1674),
- 19 décembre : Pieter van Noordt, peintre de natures mortes néerlandais († 4 septembre 1672),
- ?
  - Giacinto Brandi, peintre baroque italien († 19 janvier 1691),
  - Jacques Courtois, frère jésuite et peintre français († 14 novembre 1676),
  - Giuseppe Diamantini, peintre italien  († 1705),
  - Gao Cen, peintre de paysages et dessinateur chinois († 1691).

## Décès
- 1er avril : Cristofano Allori, peintre italien (° 17 octobre 1577),
- 15 mai : Hendrick de Keyser, architecte et sculpteur néerlandais (° 15 mai 1565),
- 8 novembre : Gerolamo Bassano, peintre maniériste italien de l'école vénitienne (° 3 juin 1566),
- ? :
  - Ambrosius Bosschaert, peintre néerlandais (° 18 janvier 1573),
  - Sebastiano Folli, peintre italien (° 1568),
  - Girolamo Imparato, peintre maniériste italien de l'école napolitaine (° vers 1550),
  - Virgilio Nucci, peintre italien  (° 1545),
  - Lorenz Stöer, graveur bavarois (° 1537),
  - Romolo del Tadda, sculpteur italien de l'école florentine (° 1544).